# Kawerna

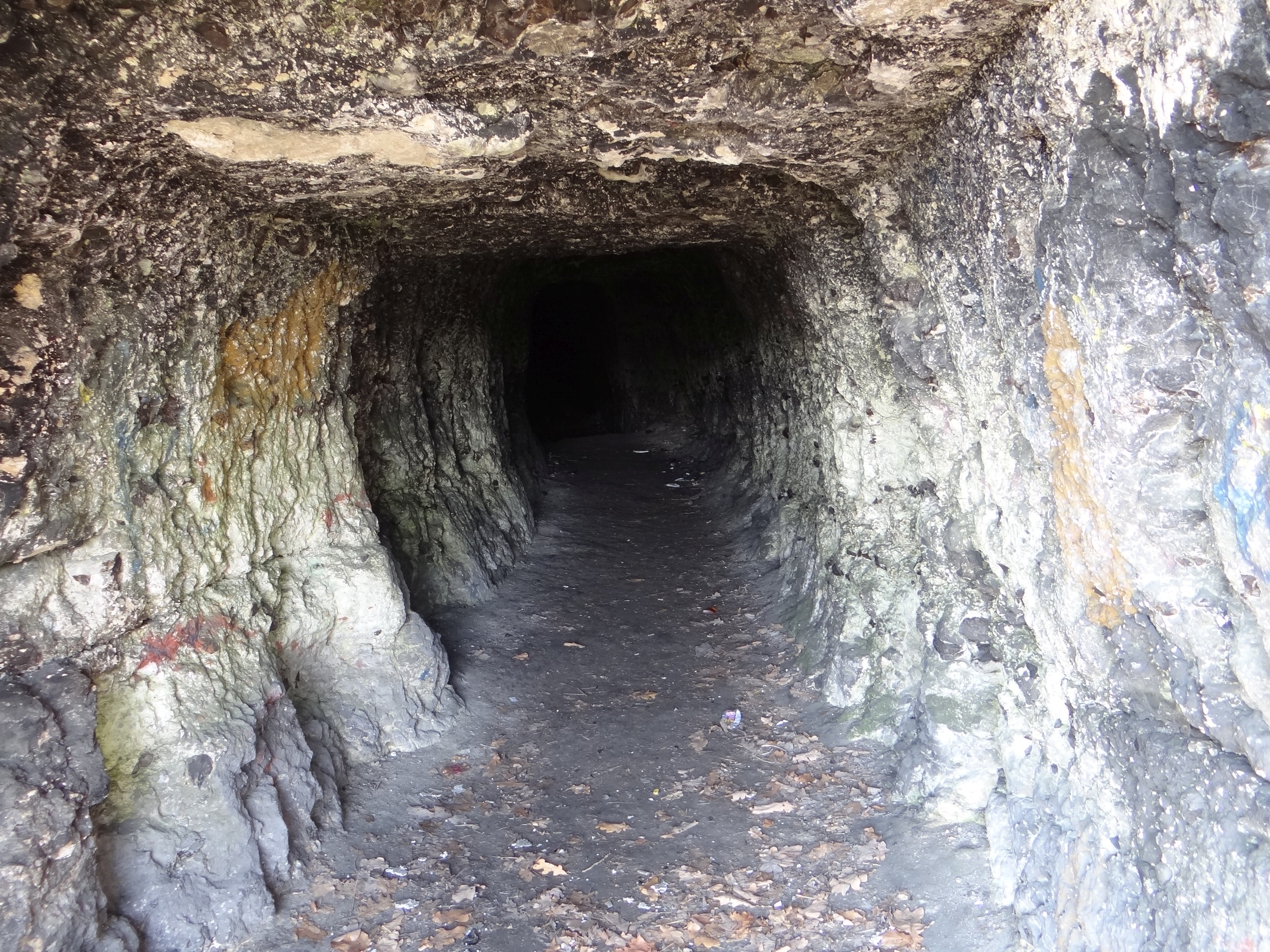
Kawerna w Piekarach

Kawerna, kawerna krasowo–sufozyjna – pusta przestrzeń w skałach, powstała w wyniku procesów naturalnych ługowania, czyli rozpuszczania składników skalnych, przy równoczesnym odprowadzaniu do systemu krasowego materiałów klastycznych.
W Polsce kawerny najliczniej występują na obszarze Wyżyny Krakowsko-Częstochowskiej, są bardzo częste w złożach rud Zn-Pb w rejonie olkuskim. Wypełnione są tam wtórnymi węglanami lub galmanami.

## Gospodarcze wykorzystanie kawern
Kawerny solne wykorzystywane są do przechowywania gazów. Urządzone w ten sposób magazyny charakteryzują się bardzo wysokimi wartościami mocy zatłaczania i odbioru gazu w stosunku do pojemności czynnych. Ponadto takie magazyny nie wymagają dużej zabudowy naziemnej, wybudowanie instalacji jest znacznie tańsze i szybsze niż w przypadku klasycznych magazynów gazu, łatwiej je monitorować i obsługiwać. Magazyny gazu urządzone w kawernach solnych mogą wykonywać wiele cykli zatłaczania i odbioru w ciągu roku. Mają też stosunkowo wysoki poziom bezpieczeństwa pod względem szczelności.

## Fortyfikacje
Nazwą kawerna określa się również element fortyfikacji. Jest to sztucznie wydrążona w skale przestrzeń, służąca jako magazyny wojskowe albo korytarze.